# Juliusz Braun (prawnik)
Juliusz Henryk Braun (ur. 2 lipca 1904 w Dąbrowie Tarnowskiej, zm. 31 maja 1990 w Kielcach) – polski prawnik, profesor, harcerz.

## Życiorys
W latach 1918–1919 drużynowy III Drużyny Harcerzy im. Michała Wołodyjowskiego, a w okresie od października 1919 do kwietnia 1921, komendant Hufca Harcerzy w Tarnowie. W 1926 roku ukończył studia na Wydziale Prawa Uniwersytetu Jagiellońskiego, gdzie w 1931 roku się doktoryzował na podstawie pracy „Oszczędność przymusowa i częściowe ubezpieczenie jako wytyczne reformy ubezpieczeń społecznych”. W 1963 roku habilitował się na Uniwersytecie Warszawskim w zakresie geografii na podstawie pracy Elementy ekologii miasta przemysłowego, a w 1973 roku uzyskał tytuł profesora nadzwyczajnego.
Ochotniczo zgłosił się do Wojska Polskiego w 1920 roku, służył na granicy polsko-czechosłowackiej. Po studiach pracował w Prokuratorii Generalnej, a następnie jako radca prawny Izby Przemysłowo-Handlowej w Sosnowcu. Od 1931 został wpisany na listę adwokacką. Był aktywnym działaczem Akcji Katolickiej.
Ochotnik w czasie kampanii wrześniowej 1939 r. W czasie okupacji niemieckiej należał do kierownictwa organizacji konspiracyjnej „Unia”. Był współautorem programu organizacji, w szczególności w odniesieniu do zagadnień społecznych.
Aresztowany dwukrotnie przez Niemców w czasie okupacji, okres wojny spędził na wsi w okolicy Kielc. Po wojnie był dyrektorem Izby Przemysłowej w Częstochowie oraz współzałożycielem i pierwszym rektorem Wyższej Szkoły Administracyjno-Handlowej (przekształconej później w WSE) w Częstochowie. Aresztowany 6 grudnia 1948 r., więziony do 1953 r.; po 1956 r. zrehabilitowany. Pracował kolejno m.in. w Dyrekcji Budowy Osiedli Robotniczych oraz w „Miastoprojekcie” w Częstochowie oraz w Zakładzie Badań Naukowych PAN ds. GOP (późniejszy Instytut Ochrony Środowiska) PAN w Zabrzu. Forsował rozbudowę miasta na północ od ul. Jasnogórskiej (Tysiąclecie) – wbrew wcześniejszym planom rozbudowy na południe od huty.
W 1969 r. objął kierownictwo Świętokrzyskiej Stacji Naukowej Zakładu Ochrony Przyrody PAN oraz Sekcji Świętokrzyskiej Komitetu Zagospodarowania Ziem Górskich PAN w Kielcach. Od 1972 aż do śmierci kierował utworzonym przez siebie Studium Ochrony Środowiska Człowieka Towarzystwa Wolnej Wszechnicy Polskiej w Kielcach. W latach 1960–1981 był członkiem Komisji Krajoznawczej Zarządu Głównego Polskiego Towarzystwa Turystyczno-Krajoznawczego. Za zasługi dla rozwoju turystyki i krajoznawstwa otrzymał godność Członka Honorowego PTTK, a zasługi dla rozwoju wiedzy w dziedzinie gospodarki przestrzennej godność członka honorowego Towarzystwa Urbanistów Polskich. Współpracował jako doradca z Zarządem Regionu Świętokrzyskiego NSZZ „Solidarność”. 13 grudnia 1981 internowany wraz z grupą uczestników szkolenia dla działaczy „Solidarności”, następnego dnia zwolniony ze względu na wiek i stan zdrowia.

## Życie prywatne
Syn Karola – prezesa Towarzystwa Gimnastycznego „Sokół” w Dąbrowie Tarnowskiej, matka Henryka Braunowa z domu Miller była komendantką Chorągwi Żeńskiej ZHP w Krakowie w latach 1926–1930. Młodszy brat Jerzego Brauna. Miał też brata Kazimierza oraz siostrę Jadwigę. Ojciec dziennikarza i polityka Juliusza Brauna, reżysera teatralnego Kazimierza Brauna, działaczki społecznej Terelizy Braun oraz profesor psychologii Marii Braun-Gałkowskiej, a także dziadek reżysera dokumentalisty i polityka Grzegorza Brauna i aktorki Moniki Braun.